# Егорово (Московская область)
Егорово — посёлок в Московской области России. Входит в городской округ Люберцы. Население — 438 чел. (2010).

## География
Посёлок Егорово расположен в центральной части городского округа городского округа Люберцы, примерно в 1,5 км к югу от города Люберцы. Высота над уровнем моря 134 м. В 1 км к востоку от посёлка протекает река Пехорка. В посёлке 4 квартала, 8 улиц, 1 проезд и 1 тупик. Ближайшие населённые пункты — деревня Часовня и посёлок Жилино-2.

## История
До муниципальной реформы 2006 года посёлок Егорово находился в подчинении администрации рабочего посёлка Томилино.
С 2006 до 2016 гг. посёлок входил в городское поселение Томилино Люберецкого муниципального района. С 2017 года входит в городской округ Люберцы, в рамках администрации которого Егорово относится к территориальному управлению Томилино-Октябрьский.

## Население
По переписи 2002 года в посёлке проживало 256 человек (103 мужчины, 153 женщины).
| 2002 | 2006 | 2010 |
| ---- | ---- | ---- |
| 256  | ↘255 | ↗438 |